# パレスチナ時間
パレスチナでは現在、東ヨーロッパ時間（EET、UTC+2）が標準時として採用されている。夏時間には東ヨーロッパ夏時間（EEST、UTC+3）が採用されている。実施期間は2015年10月現在、3月の最終土曜日から10月の第３金曜日までとなっている。
|  | UTC+2       | 東ヨーロッパ時間                                                          |
|  | UTC+2 UTC+3 | 東ヨーロッパ時間 / イスラエル標準時 東ヨーロッパ夏時間 / イスラエル夏時間 |
|  | UTC+3       | アラビア標準時 極東ヨーロッパ時間                                         |
|  | UTC+3:30    | イラン標準時                                                              |
|  | UTC+4       | 湾岸標準時                                                                |

## IANA time zone database
IANA time zone databaseは、パレスチナを2つのゾーンに分け、ファイルzone.tabに収録している。
| 国コード | 座標            | TZ          | 注釈           | 協定世界時との差 | 夏時間 | 備考 |
| -------- | --------------- | ----------- | -------------- | ---------------- | ------ | ---- |
| PS       | +3130+03428     | Asia/Gaza   | ガザ地区       | +02:00           | +03:00 |      |
| PS       | +313200+0350542 | Asia/Hebron | ウェストバンク | +02:00           | +03:00 |      |